# Dorothy Donegan
Pour les articles homonymes, voir Donegan.
Dorothy Donegan est une pianiste américaine de jazz, née le 26 avril 1922 et morte le 19 mai 1998.

## Carrière musicale
Donegan naît et grandit à Chicago dans l'Illinois. Elle commence l'étude du piano à six ans et, durant son adolescence, joue de son instrument ainsi que de l'orgue à l'église ou lors de fêtes,. Elle poursuit ses études au DuSable High School, un lycée reconnu de Chicago puis, plus tard, fréquente le conservatoire au Chicago Conservatory, le Chicago Musical College et l'Université de Californie du Sud. En 1942, Donegan commence ses premiers enregistrements, interprétant notamment des compositions classiques dans une version jazz.
À 20 ans, elle donne un concert à l'Orchestra Hall de Chicago, elle est la première musicienne afro-américaine à le faire. Elle devient aussi, à cette période, la protégée du pianiste Art Tatum. Donegan met au point, dans les années 1940, son style boogie-woogie et participe, dans un théâtre de Broadway, au spectacle Star Time, ainsi qu'en 1944 à la comédie musicale Sensations of 1945 dans laquelle des musiciens tels que Cab Calloway, Les Paul, Woody Herman font également partie de la distribution. Elle joue principalement dans les nightclubs, se sentant moins à l'aise en studio que sur scène. Donegan enregistre très peu au cours des années 1950 et 1960 et redevient active à partir de 1975, effectuant des tournées en Europe et même quelques disques en France. Les années 1980 ( jusqu'en 1995) lui permettent de se faire vraiment connaître, notamment par des enregistrements de concert, ainsi que par une apparition au Festival de jazz de Montreux en 1987, avec cette année-là un premier passage au célèbre club new-yorkais Village Vanguard.
Connue pour son jeu plein de vigueur et d'enthousiasme, elle est aussi appréciée sur scène pour son humour et son sens du spectacle. En 1993, Donegan est invitée à se produire comme pianiste à la Maison-Blanche, puis elle offre sa dernière représentation en 1997 au Fujitsu Concord Jazz Festival. Elle meurt d'un cancer à 76 ans en mai 1998.

## Récompenses
Donogan reçoit en 1994 le titre de doctorat honorifique en musique de l'Université Roosevelt et reçoit en 1992 un Jazz Master de la part du National Endowment for the Arts (NEA).

## Discographie
En leader (partielle)
| Enregistrement | Nom de l'album                          | Label et notes.                   |
| -------------- | --------------------------------------- | --------------------------------- |
| 1963           | Swingin' Jazz in Hi Fi                  | Regina Records. Album studio.     |
| 1975           | The Many Faces of Dorothy Donegan       | Mahogany. Album live.             |
| 1979           | Makin' Whoopie                          | Black & Blue. Album studio.       |
| 1980           | The Explosive Dorothy Donegan           | Audiophile Records. Album studio. |
| 1980           | Live in Copenhagen 1980                 | Storyville. Album live.           |
| 1986           | Live at the Widder Bar                  | Timeless. Album live.             |
| 1990           | Live at the 1990 Floating Jazz Festival | Chiaroscuro. Album live.          |
| 1991           | The Incredible Dorothy Donegan Trio     | Chiaroscuro. Album live.          |
| 1992           | Dorothy Donegan Trio with Clark Terry   | Chiaroscuro. Album live.          |